# Monceaux-au-Perche

Monceaux-au-Perche este o comună în departamentul Orne, Franța. În 1 ianuarie 2018 avea o populație de 64 de locuitori.